# ЛАРЗ-977 «Луганськ»
ЛАРЗ-977 «Луганськ» (рос. „Луганск“) — радянський мікроавтобус, що вироблявся на Луганському автоскладальному заводі, раніше відомому як «Луганський авторемонтний завод».

## Історія
У 1962 році складання РАФ-977Д намагалися налагодити на автоскладальному заводі в Луганську (УРСР). Паралельно розроблялися версії ЛАРЗ-977 на базі РАФ-977Д . Одночасно з ЛАРЗ-977, йшла розробка та випуск мікроавтобуса «Старт» на Сєвєродонецькій авторемонтній базі.
Мікроавтобус ЛАРЗ-977 випускався серійно. У 1962 році зроблено 68 екземплярів, у 1963 році — 330. Також випускалися версії із певним спецобладнанням.
Заводська інструкція з експлуатації ЛАРЗ-977, якою комплектувалася кожна машина, надрукована тиражем 1500 екземплярів.

## Технічні характеристики
| Випуск                 | 1962—1963                       |
| Тип кузова             | мікроавтобус безкапотний        |
| Компонування           | передньомоторна, задньопривідна |
| Довжина                | 4900 мм.                        |
| Ширина                 | 1950 мм.                        |
| Висота                 | 2110 мм.                        |
| Колісна база           | 2700 мм.                        |
| Кліренс                | 205 мм.                         |
| Колія передня/задня    | 1410/1420 мм.                   |
| Повна маса             | 2545 кг.                        |
| Двигун                 |                                 |
| Двигун ЗМЗ-977 21/22:  | бензиновий, карбюраторний       |
| Система харчування     | карбюратори К-22И, К-105, К-124 |
| Об `єм                 | 2445 см3                        |
| Число циліндрів        | 4                               |
| Діаметр циліндрів      | 92 мм.                          |
| Хід поршня             | 92 мм.                          |
| Ступінь стиснення      | 6,7                             |
| Число клапанів         | 8                               |
| Потужність             | 70—75 л.с. при 4000 об/хв.      |
| Обертаючий момент      | 166 Нм при 2200 об/хв.          |
|                        |                                 |
| Тип                    | механічна                       |
| Ступінів               | 4                               |
| Головна передача       | гіпоїдна                        |
| Передавальне число     | 4,55                            |
| Характеристики РАФ-977 |                                 |
| максимальна швидкість  | 115 км/год.                     |
| Витрати палива         | 12 л/100 км.                    |
| Паливо                 | АИ-80                           |
| Об'єм паливного бака   | 55 л.                           |
| Розмір шин             | 7,00—15 дюймів.                 |